# Ricky Rudd
Pour les articles homonymes, voir Rudd.
Statistiques en NASCAR Cup Series
Dernière mise à jour : 21 août 2007 
Ricky Rudd  (né le 12 septembre 1956 à Norfolk, Virginie) est un pilote américain de NASCAR participant à la Nextel Cup. Il pilote la voiture no 88.

## Biographie
Il joue son propre rôle dans la série Dallas en 2013.